# João Portugal (Politiker)
João Raul Henriques Sousa Moura Portugal (* 1. Oktober 1977) ist ein portugiesischer Politiker (PS).

## Werdegang
Portugal schloss sein Studium mit einem Abschluss in Management und öffentlicher Verwaltung ab. Er war als Dozent tätig, später als Unternehmer.
Seine politische Laufbahn begann in der Juventude Socialista von Coimbra, deren Präsident er ist. Auf Landesebene war er Generalsekretär der Jugendorganisation. Seit März 2005 ist er Abgeordneter der Assembleia da República.